# میرچا مونرو
میرچا مونروو (انگلیسی: Mircea Monroe؛ زادهٔ ۲۸ نوامبر ۱۹۸۲) یک هنرپیشه اهل ایالات متحده آمریکا است. وی از سال ۲۰۰۴ میلادی تاکنون مشغول فعالیت بوده‌است.
از فیلم‌ها یا برنامه‌های تلویزیونی که وی در آن نقش داشته است می‌توان به تکن، تغییر کردن اشاره کرد.